# Zelotes hospitus
Zelotes hospitus este o specie de păianjeni din genul Zelotes, familia Gnaphosidae. A fost descrisă pentru prima dată de Simon, 1897. Conform Catalogue of Life specia Zelotes hospitus nu are subspecii cunoscute.